# Amritsar
Amritsar (Panjabi ਅੰਮ੍ਰਿਤਸਰ; von Amrita Saras: „Nektarsee“) ist eine Millionenstadt (Municipal Corporation) im indischen Bundesstaat Punjab im Nordwesten Indiens; die Stadt ist das spirituelle Zentrum des Sikhismus.

## Lage
Amritsar liegt im fruchtbaren „Fünfstromland“ (Punjab) in einer Höhe von ca. 232 m ü. d. M. zwischen den Flüssen Beas (Indien) und Ravi (Pakistan) an der Grand Trunk Road, einer historischen Straße, die von Bengalen über die Gangesebene bis nach Lahore und weiter nach Kabul führte. Die indische Hauptstadt Delhi befindet sich ca. 450 km (Fahrtstrecke) südöstlich; die pakistanische Stadt Lahore ist nur ca. 50 km in westlicher Richtung entfernt.

## Klima
Das Klima ist gemäßigt bis warm; Regen fällt hauptsächlich in den sommerlichen Monsunmonaten.
Die Klimakrise hat in weiten Teilen Indiens zu einer drastischen Verknappung des Trinkwassers geführt. Dies ist in besonderem Maße in Amritsar spürbar. So gehört die Stadt zu jenen 21 bedeutenden indischen Städten, deren Grundwasserreserven nach Berechnungen der Regierungsagentur NITI Aayog im Jahr 2020 vollständig aufgezehrt sein werden.

## Bevölkerung
Offizielle Bevölkerungsstatistiken werden erst seit 1991 geführt und regelmäßig veröffentlicht. Der anhaltende Anstieg der städtischen Bevölkerungszahlen beruht im Wesentlichen auf der Zuwanderung von Familien aus dem Umland.
| Jahr      | 1991    | 2001      | 2011      |
| Einwohner | 708.835 | 1.003.917 | 1.159.227 |

Ca. 49,5 % der Einwohner sind Hindus, 48 % sind Sikhs und nur etwa 2,5 % entfallen auf Muslime, Christen und andere Religionsgemeinschaften. Der Anteil der männlichen Bevölkerung ist ca. 12 % höher als der weibliche. Man spricht Panjabi, Hindi und Urdu.

## Wirtschaft
Amritsar ist eine der fortschrittlichsten Städte Indiens. Handwerk, Industrie, Handel, Dienstleistungen und Tourismus sind die bedeutendsten Wirtschaftsfaktoren.

## Geschichte

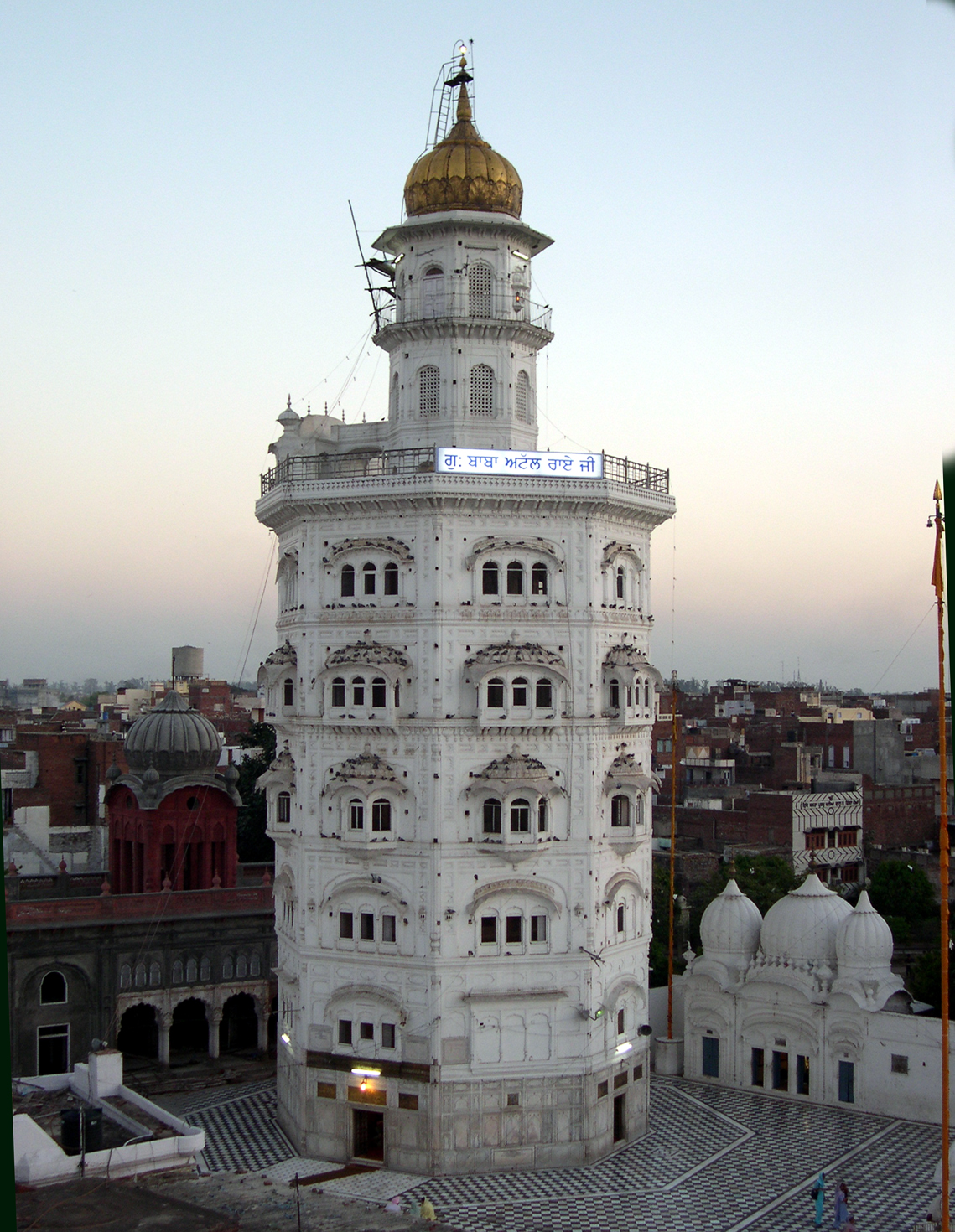
Amritsar – Gurdwara Baba Atal

Die Gegend des Punjab ist Schauplatz von mehreren alten Hindu-Legenden um Rama und Sita. Alexander der Große zog auf seinem Feldzug nach Indien durch das Gebiet; am ca. 30 km südöstlich verlaufenden Fluss Beas  (griechisch: Hyphasis) endete im Jahr 326 v. Chr. sein langer Eroberungszug. Vermutlich war der Nektarsee schon lange vor der Gründung der Stadt ein heiliger Ort für rituelle Bäder. Am Südufer des heutigen Tempelteichs (sarovar) kennzeichnet ein Sikh-Heiligtum und ein alter Baum den Ort des ursprünglichen Nektarsees. Im Jahr 1577 wurde Amritsar von Ram Das, dem vierten der insgesamt zehn Sikh-Gurus, neugegründet oder ausgebaut. Der alte Name der Stadt lautete daher Ramdaspur. Den Namen Amritsar erhielt die Stadt nach dem den „Goldenen Tempel“ umgebenden Nektarsee (Amrit Sarovar). Ein bereits natürlich vorhandener Weiher wurde von Ram Das erweitert und mit Treppen und Mauern eingefasst. Zudem ließ er vom Fluss Beas einen unterirdischen Kanal legen, der noch heute (nach entsprechender Filterung) den Nektarsee mit neuem Wasser versorgt.
Nach dem Tod des letzten bedeutenden Mogulherrschers Aurangzeb (reg. 1658–1707) übernahmen die Sikhs allmählich die Macht über weite Teile Nordwestindiens; von 1802 bis 1849 war Amritsar die Hauptstadt des Reichs der Sikh. In dieser Zeit kam es auch zu Plünderungen, bei denen wohl auch Teile der Mausoleen Jahangirs und seiner Frau Nur Jahan in Lahore demontiert und nach Amritsar verbracht wurden. Um die Mitte des 19. Jahrhunderts kam es im Ersten und Zweiten Sikh-Krieg zu wiederholten kriegerischen Auseinandersetzungen mit den Briten, welche schließlich auch in dieser Region die Macht übernahmen. Im Jahr 1919 ereignete sich beim Jallianwala Bagh das Amritsar-Massaker, bei dem General Reginald Dyer 379 gewaltlose Demonstranten erschießen ließ, etwa 1200 wurden verletzt.
Am 5. Juni 1984, auf dem Höhepunkt von Unruhen zwischen Hindus und fundamentalistischen Sikhs, ließ Premierministerin Indira Gandhi den „Goldenen Tempel“ von Einheiten der indischen Armee erstürmen (Operation Blue Star). Dort hatte sich der militante Anführer der Sikhs, Jarnail Singh Bhindranwale, verschanzt. Die äußerst gewaltsame und umstrittene Militäraktion kostete ungefähr 500 Menschen das Leben. Als mittelbare Folge wurde die indische Ministerpräsidentin am 31. Oktober 1984 in ihrem Haus in Delhi bei einem Attentat von ihren Sikh-Leibwächtern getötet. Die Bekanntgabe der Todesnachricht führte zu neuen Gewaltausbrüchen, bei denen allein in Delhi binnen drei Tagen über 4000 Sikhs umkamen. Erst am Abend des dritten Tages griff die indische Armee ein und begann damit, die Übergriffe auf Sikhs zu unterbinden. In den Jahren nach 1984 wurde schließlich der Sarovar durch Wohn- und Wirtschaftsgebäude räumlich von der umgebenden Altstadt getrennt und zusätzlich mit einem parkartigen Grüngürtel umfasst.

## Sehenswürdigkeiten
- Wichtigstes Heiligtum der Stadt ist der im 16. Jahrhundert erbaute, aber immer wieder erweiterte und verschönerte „Goldene Tempel“ (Harmandir Sahib).
- Ein weiteres bedeutendes Sikh-Heiligtum ist der Gurdwara Baba Atal mit seinem zentralen oktogonalen Turm aus dem frühen 18. Jahrhundert.
- Das mit Bastionen versehene Gobindgarh Fort aus dem 18. Jahrhundert steht in der Stadtmitte.
- Im britisch-indischen Kolonialstil entstand im Jahr 1892 der imposante Bau des Khalsa College.
- Das Jallianwala Bagh ist die Gedenkstätte für die Opfer des Massakers aus dem Jahr 1919.
- Der hinduistische Durgiana Temple wurde im Jahr 1921 neu erbaut; seine Architektur orientiert sich am „Goldenen Tempel“.
- Weitere Hindu-Tempel und Sikh-Gurdwaras sind über das Stadtgebiet verteilt.

## Persönlichkeiten
- Lala Paira-Mall (1873–1957), Arzt und Linguist
- Ghulam Rasul (1931–1991), pakistanischer Hockeyspieler
- Munir Ahmed Dar (1935–2011), pakistanischer Hockeyspieler
- Tariq Aziz (* 1938), pakistanischer Hockeyspieler
- Bishan Singh Bedi (1946–2023), Cricketspieler
- Tanvir Ahmed Dar (1947–1998), pakistanischer Hockeyspieler
- Deepa Mehta (* 1950), kanadische Filmregisseurin
- Gurjant Singh (* 1995), Hockeyspieler
- Harmanpreet Singh (* 1996), Hockeyspieler